# Frederic Llansó
Federico Llansó Seguí (también Frederic Llansó Seguí) (Mahón, 20 de mayo de 1862-Barcelona, 30 de enero de 1933) fue un médico y político de Menorca, España.
Fue profesor de Historia Natural en la Universidad de Barcelona en 1890. Primero fue republicano federalista seguidor de Francisco Pi i Margall. Fue diputado al Congreso por el distrito electoral de Mahón por la Unión Republicana de Menorca en las elecciones generales de 1910 y en 1912 pidió un régimen administrativo especial para la isla. Posteriormente fue miembro del Partido Liberal, facción romanonista, siendo elegido nuevamente diputado por Mahón en las elecciones generales de 1916 y 1918.